# إفراح أحمد
إفراح أحمد (بالإنجليزية: Ifrah Ahmed)‏ هي واحدة من أهم الناشطات في مكافحة ختان الإناث على مستوى العالم. وبدأت تمارس هذا الدور في إيرلندا، وأصبحت نتيجة مساعيها سفيرة لأوروبا، وتُمثل حقوق الشباب والنساء، وتعمل في الوقت الراهن على الضغط من أجل استصدار تشريع قانوني يحظر ختان الإناث في الصومال.

## حياتها الشخصية
ولدت إفراح أحمد في مقديشو، بالصومال. وهاجرت إلى دُبلن عام 2006 طالبةً اللجوء بسبب الحرب الأهلية الصومالية وهي في السابعة عشر من عمرها. وعادت إلى الصومال مرة أخرى عام 2014 بدعوى من الرئيس الصومالي حسن شيخ محمد.
وتعرضت إفراح لعملية الختان وهي في الثامنة من عمرها ضمن مجموعة من البنات ماتت إحداهما نتيجة تعرضها لنزيف في الدم. ورغم ذلك لم تعرف إفراح حقيقة ما حدث لها إلا عندما هاجرت إلى إيرلندا أثناء إجراء الفحص الطبي، وذلك بمساعدة المترجمين. وهو ما دفعها للعمل على تعريف المجتمعات المحلية بحقيقة هذه الممارسة الخطيرة والسعي لمواجهتها لا سيما بعد حديثها مع بعض ضحايا الختان، التي ذكرت إحداهما: «أنه تم ختانها بقطعة من الزجاج المكسور».

## حياتها المهنية
عملت إفراح مع عدد كبير من المنظمات من أجل التغيير المجتمعي لصالح تحسين أوضاع حقوق الإنسان، مثل منظمة اليونيسيف، ومنظمة العفو الدولية، ومجلس اللاجئين الإيرلندي، والمركز الأفريقي، والجماعة الصومالية في إيرلندا.
وشنت إفراح حملة من أجل التوعية بفيروس نقص المناعة/ وفقدان المناعة المكتسبة، وطورت مبادرات ضد العنصرية، ودعم الطلاب في محاربة ختان النساء.

### جهودها في إيرلندا
عملت إفراح على تعليم المتخصصين من الأطباء الإيرلنديين بشأن ختان النساء حتى يتمكن طالبي اللجوء مثلها من الحصول على المساعدة والدعم اللذان يحتاجنهما. كما عملت مع المجتمعات المحلية لتوصيل رسالة بأن ختان النساء هو انتهاك لحقوق الفتيات ينبغي اجتثاثه تمامًا.
وفي عام 2010، أسست إفراح منظمة الشباب المتحد لإيرلندا، لتقديم الدعم لشباب المهاجرين. وفي بداية نشأتها كان معظم أعضاؤها من أفريقيا وأوروبا الشرقية، ثم انضم إليهم شباب من إيرلندا. وتتراوح أعمار هؤلاء الشباب من بين 15 - 25 سنة. وتعمل المنظمة على تثقيف الشباب من مجتمعات المهاجرين حول ثقافة التنوع، ومساعدتهم للاستقرار في المجتمع الإيرلندي، فضلًا عن تثقيف الشباب حول حقوق الإنسان وأهميتها.
وشاركت إفراح في اللجنة التوجيهية لتنفيذ خطة إيرلندا الوطنية لمعالجة تشويه الأعضاء التناسلية الأنثوية (ختان الإناث)، وعملت من خلالها على المساهمة في تغيير نظرة العالم لحقوق الإنسان، وخاصة قضية ختان الإناث.
وفي عام 2012 شاركت في الحشد من أجل قانون العدالة الجنائية الإيرلندي لمكافحة ختان الإناث، وفي عام 2013 عرضت قضية عدم التسامح مع ختان الإناث ممثلةً لإيرلندا في البرلمان الأوروبي.

### جهودها في الصومال
ذكر تقرير صدر عن اليونيسف أن حوالي 98% من النساء اللاتي تتراوح أعمارهن ما بين الـ 15 - 49 في الصومال شهدن عملية الختان.
ونص الدستور الصومالي الجديد الذي تم إقراره في عام 2012، على حظر ختان الإناث: «لكل شخص الحق في السلامة الجسدية، ويُمثل ختان الإناث ممارسة قاسية ومهينة وتعتبر تعذيب». وعلى الرغم من تعارض ختان الإناث مع الدستور إلا أنه لا يوجد تشريع يحظر القيام بذلك.
وتشن إفراح حملة للضغط على الحكومة من أجل استصدار تشريع يحظر ممارسة ختان الإناث. ونجحت في الحصول على دعم رسمي من رئيس الوزراء، عمر عبد الرشيد علي شرماكي، لحملتها بعد ما وقع على عريضة على موقع أفاز بعنوان «من أجل وقف ختان الإناث في الصومال» لدعم وضع مشروع قانون جديد يحظر ختان الإناث في الصومال ضمن جدول أعمال جلسة مجلس النواب القادمة وتمريره. وقد جمعت الحملة على الإنترنت أكثر من مليون توقيع.
ولزيادة الوعي، عقدت إفراح اتفاقيات وندوات تحظى بدعم بعثة الاتحاد الأفريقي في الصومال وجامعة مقديشو، تستهدف نشر المعرفة بخصوص مكافحة ختان النساء.
وقادت إفراح فريق بحث، قام بدراسة عن العنف الجنسي في مقديشو، وقد نشرت مقالًا بعنوان "إنهاء الإفلات من العقاب بعيد عن الواقع على الأرض"، وخلال هذا البحث زارت المشردين داخليًا في مخيمات شعبية في مقديشو حيث تعرضت حياتها لمخاطر كبيرة من أجل اكتشاف حقيقة القضايا المتعلقة بالعنف الجنسي.

### مؤسسة إفراح
أُنشأت إفراح «مؤسسة إفراح» بموجب قانون جمهورية إيرلندا، وهي منظمة غير حكومية معتمدة في الصومال. وتقوم المؤسسة بتمويل وتنفيذ برنامج وطني للتعليم والقضاء على ختان الإناث في الصومال مدعم من الحكومة الصومالية. وشنت المؤسسة حملة «ابنتي العزيزة» التي شملت وسائل الإعلام، والجمعيات المحلية التي اعتمدت في تواصلها مع المجتمع على أشرطة الفيديو، والرسائل المفتوحة، والتعهدات الشخصية في التعامل مع المقاومة الثقافية للتغيير. وتعمل إفراح أحمد من خلال دورها كمنسق للنوع الاجتماعي، ومستشار للحكومة الصومالية على ضمان تنفيذ برنامج التمكين الوطني.

## الجوائز
حصلت إفراح على جائزة منظمة «نساء من أجل أفريقيا» لعام 2015 تكريمًا لها على جهودها الإنسانية في الدفاع عن حقوق المرأة في الصومال. وعبرت إفراح عن سعادتها بالدعم التي تلقيته، وشكرت كل من دعمها في رحلتها الإنسانية، وأكدت على استمرارها في العمل لمكافحة كل الانتهاكات ضد المرأة في بلدها.